# Orsato Bonda
Orsato Bonda, též Orsat Bonda nebo Orsat Bundić (21. srpna 1812 – 2. prosince 1874 Pridvorje nebo Dubrovník), byl rakouský šlechtic a politik italské národnosti z Dalmácie, v 60. letech 19. století poslanec rakouské Říšské rady.

## Biografie
V době svého působení v parlamentu je uváděn jako hrabě Orsato Bonda, starosta (podesta) v Cavtatu (Ragusa Vecchia). Byl statkářem v Konavle. Žil na svém sídle v nedalekém Pridvorje. V Konavle měl značný veřejný a politický vliv.
Počátkem 60. let se s obnovou ústavního systému vlády zapojil do vysoké politiky. V zemských volbách byl zvolen na Dalmatský zemský sněm. Zemským poslancem byl v letech 1864–1867. Působil také coby poslanec Říšské rady (celostátního parlamentu Rakouského císařství), kam ho delegoval Dalmatský zemský sněm roku 1864 (Říšská rada tehdy ještě byla volena nepřímo, coby sbor delegátů zemských sněmů). 5. prosince 1864 složil slib.
Politicky patřil ke straně dalmatských autonomistů (tzv. autonomaši, též pejorativně talijanaši), kteří byli orientováni proitalsky a provídeňsky a odmítali chorvatské státoprávní aspirace.
Počátkem prosince 1874 těžce onemocněl. Jeho synem byl politik a poslanec Říšské rady Marino Bonda, který kvůli otcově zdravotnímu stavu odcestoval do Dalmácie. Některé zdroje uvádějí, že Orsato zemřel již 2. prosince 1874, tisk ovšem zprávu o jeho smrti přinesl až koncem měsíce. Zároveň se uvádí, že zesnulý dosáhl věku 64 let, zatímco přehled poslanců parlamentu uvádí jako rok narození 1812.